# Saxen
Saxen ist eine Marktgemeinde in Oberösterreich im Bezirk Perg im Mühlviertel mit 1687 Einwohnern (Stand 1. Jänner 2025).

## Geografie
Saxen liegt auf 242 m ü. A. im östlichen Machland an der Donau. Die Ausdehnung beträgt von Nord nach Süd 5,9 km, von West nach Ost 6,4 km. Die Gesamtfläche beträgt 18,9 km², 23,8 % der Fläche sind bewaldet, 57,7 % der Fläche sind landwirtschaftlich genutzt.

### Gemeindegliederung
Das Gemeindegebiet umfasst folgende 16 Ortschaften (in Klammern Einwohnerzahl Stand 1. Jänner 2025):
- Au (260)
- Dornach (119)
- Eizenau (20)
- Eizendorf (1)
- Gewerbepark (0)
- Hofkirchen (220)
- Knappetsberg (21)
- Letten (41)
- Oberbergen (4)
- Patzenhof (61) samt Gschwendt
- Reitberg (44)
- Saxen (677) samt Kirchbichl
- Saxendorf (32)
- Solarpark (0)
- Wetzelsdorf (187) samt Winkelgraben

Die Gemeinde besteht aus den beiden Katastralgemeinden Eizendorf und Saxen.
Zuvor beim Gerichtsbezirk Grein gehört die Gemeinde seit 2003 zum Gerichtsbezirk Perg.

### Nachbargemeinden
|                | Klam                                        | Bad Kreuzen |
| Baumgartenberg | Kompassrose, die auf Nachbargemeinden zeigt | Grein       |
|                | Ardagger (NÖ)                               |             |

## Geschichte

### Ortsname
Der Ortsname Saxen, erstmals 823 belegt, ist patronymischer Herkunft als Gründung eines Mannes namens Sahso (die volkstümlichen Herleitungen vom lateinischen Wort saxum für Felsen sind nicht stichhaltig). Als Ethnonym verweist der Personenname Sahso, „der Sachse“ (germ. Sahsan), auf eine sächsische Herkunft des Gründers. Allein daraus lässt sich nicht auf eine allgemeine Besiedelung des Ortes durch Sachsen schließen. Allerdings gab es in karolingischer Zeit solche Ansiedlungen von Sachsen im Frankenreich.

### Chronik
Im Jahr 823 übergab König Ludwig der Fromme laut der Urkunde Confirmatio Ludovici Pii „in saxinam basilicas duas“ an das Bistum Passau (gemeinsam mit unter anderem Ried, Naarn, Ardagger, Wachau, Traismauer). Erstmals wird der Ort im Jahr 1111 als Sahssinchirchinn urkundlich genannt. 1147 erfolgte die Schenkung der Pfarre durch Bischof Reginbert von Passau an das Stift Waldhausen.
Infolge des verheerendsten Brandes in der Geschichte von Saxen wurden im Jahr 1787 auch alle Archivbestände der Pfarrkanzlei vernichtet. 1798 wurde die 1784 von Kaiser Joseph II. gesperrten Kirche in Hofkirchen abgerissen.
Der Durchzug der französischen Division Mertier löste 1805 die erste einer Reihe von heftigen und tödlichen Seuchen aus, die bis 1810 andauerten.
1850 wurden die Gemeinden Saxen, Letten (1875 eingemeindet) und Eizendorf (1938 inkorporiert) gegründet.
Das Postamt wurde 1869 eröffnet. Es bot in der Folgezeit auch einen Sparkassendienst (1883), Telegraphendienst (1902) und Fernsprechdienst (1909) an. 1880 folgte die Eröffnung des neuen, großen Schulhauses gegenüber der Pfarrkirche.
1881 wurde die Musikkapelle Saxen erstmals erwähnt, da sie bei der Hochzeitsfeier für Kronprinz Rudolf spielte. Der Feuerwehrverein Dornach, der später nach Saxen übersiedelte, wurde 1894 durch den Steinbruchbesitzer Anton Schlepitzka initiiert. Schlepitzka baute im selben Jahr die Gruftkapelle bei Dornach, wohin seine 1892 verstorbene Frau aus St. Nikola und acht Verwandte aus einem aufgelassenen Wiener Friedhof überführt wurden. 1898 wurde der Bahnhof Saxen an der Donauuferbahn von Mauthausen nach Grein eröffnet.
Die 1922 vom Ingenieur Karl Lamberts errichtete eine Glasfabrik musste im Zuge der Weltwirtschaftskrise 1929 ihren Betrieb wieder einstellen.
Das Jahrhunderthochwasser im Jahr 1954 führte anschließend zur Errichtung des Pumpwerkes Dornach.
1962 begannen am Dach der alten Volksschule die beliebten Weißstörche zu nisten, die 1980 sogar Eingang ins Saxener Wappen fanden.
Der erste Saxener Sportverein, die Turn- und Sportunion Saxen, wurde 1972 gegründet, 1978 folgte der Eisstockverein ASKÖ Dornach.
1997 entstand das Strindbergmuseum, gewidmet dem schwedischen Schriftsteller August Strindberg, der sich Ende des 19. Jahrhunderts mehrfach in Saxen aufhielt.
Das Hochwasser in Mitteleuropa 2002 führte zur Absiedlung von Eizendorf, zur Entstehung neuer Ortschaften (Eizenau, Wetzelsdorf-West, weiters Hochfeld in der Nachbargemeinde Baumgartenberg) und zum Bau des Machlanddammes.

### Urkundliche Erwähnungen
Die folgenden ersten urkundlichen Erwähnungen sind nach Datum sortiert und mit einer Herleitung der einzelnen Ortsnamen ergänzt:
- Saxen 823, die von einer Person namens Sahso gegründete Siedlung
- Saxendorf 1209,[7] 1230, das bei Saxen gelegene Dorf
- Eizendorf 1209,[7] Siedlung einer Person namens Itzo
- Letten: 1214[8] (Erwähnung eines Chunradus de Ledden), der Ortsname wurde von den Lehmschichten abgeleitet
- Hofkirchen 1230 (Hinweis auf eine capella in hofchirchen), möglicherweise indirekte Erwähnung 823 als zweite Kirche in Saxen. Es ist nicht mehr feststellbar, auf welchen Hof sich der Name Hofkirchen bezogen hat
- Knappetsberg um 1230[9] (Nennung eines Schroto de Chnapperberge), bezieht sich auf Knappen
- Gschwendt 1240
- Wetzelsdorf 1315,[10] 1322, Siedlung einer Person namens Wetzili
- Reitberg 1318,[11] 1380, Berg mit mehreren Rodungen
- Au 1353, 1380, eine der vielen Auen entlang der erst im 19. Jahrhundert endgültig regulierten Donau
- Froschau 1335, sprechender Name für eine Au mit vielen Fröschen
- Dornach 1455, 1490, Gegend mit vielen Dornbüschen (Hochhaus, der alte Name des Edelsitzes Dornach, wurde aber schon 1382 erwähnt)
- Patzenhof 1634, 1650 (Patzenhauss), 1658, der Name bezieht sich auf das im 15. Jahrhundert aufgekommene Geldstück Batzen mit Bezug auf in entsprechendem Geldwert zu leistende Abgaben
- Oberbergen 1785, josephinische Namensprägung für mehrere dort befindliche Höfe

### Einwohnerentwicklung
Im Jahr 1990 hatte die Gemeinde laut Volkszählung 1606 Einwohner, 2000 dann 1783 Einwohner. Durch das Augusthochwasser 2002 und die darauf folgenden Aussiedlungen reduzierte sich die Einwohneranzahl auf 1700 um in den darauffolgenden Jahren wieder stetig zu steigen. Im Jahr 2010 hatte die Gemeinde 1731 Einwohner.

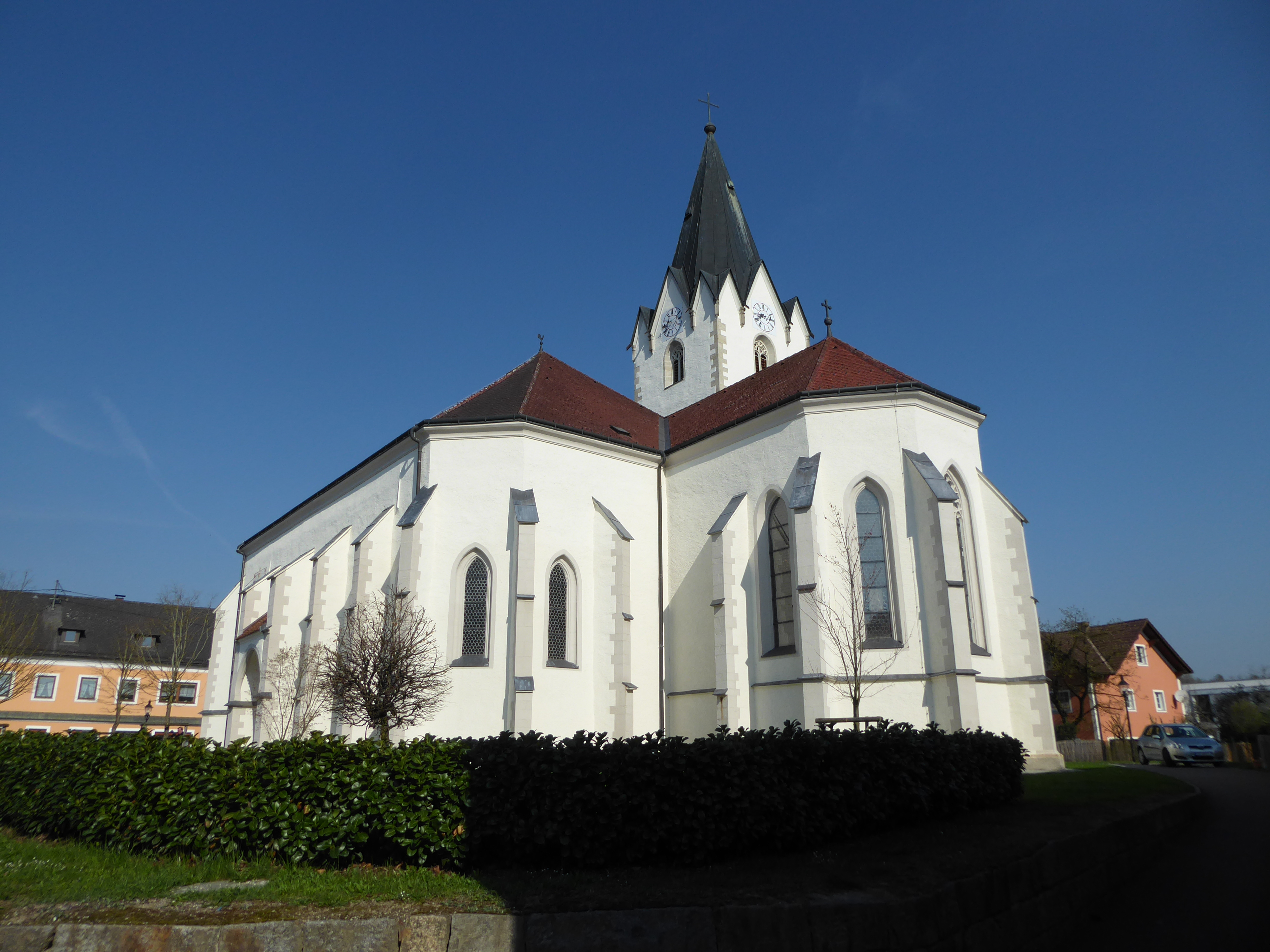
Pfarrkirche

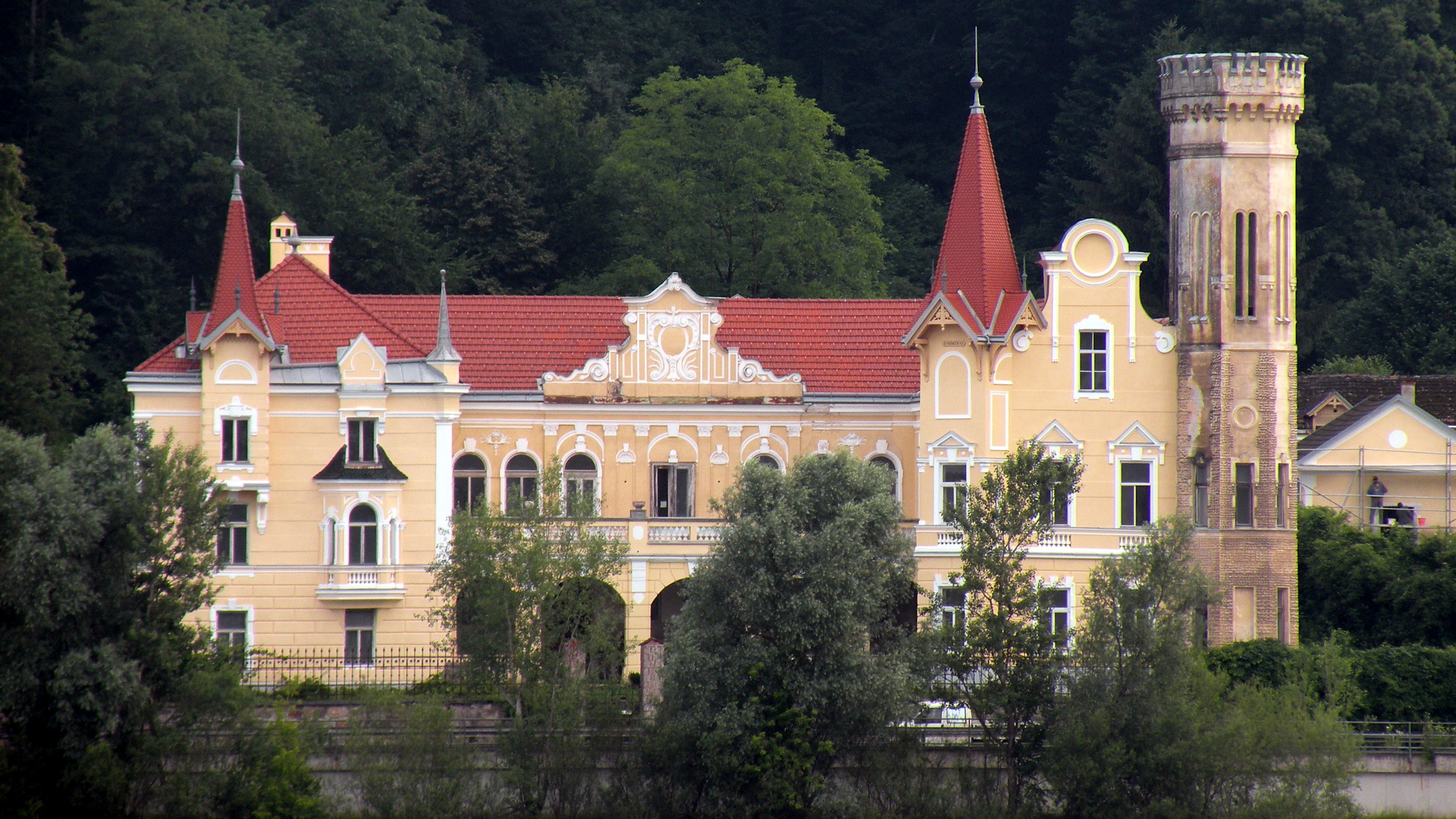
Schloss Dornach

## Kultur und Sehenswürdigkeiten
- Katholische Pfarrkirche Saxen Hl. Stephanus: Rodungskirche aus dem 9./10. Jh., romanisches Hauptschiff aus dem 12. Jahrhundert, gotischer Chor um 1421 (mit 2 original gotischen Glasscheiben) und ein um 1530 fertiggestelltes Nebenschiff
- Schloss Dornach. Privatbesitz.
- Strindbergmuseum Saxen: Das Museum ist dem schwedischen Schriftsteller August Strindberg (1849–1912) gewidmet; gezeigt wird eine Dokumentation der Werke, welche in der Zeit von 1893 bis 1896 in Saxen entstanden sind, während der sich der Autor mehrmals in Saxen und Klam aufhielt. Das Strindbergmuseum in Saxen ist das einzige Museum außerhalb Schwedens, das dem weltberühmten Autor gewidmet ist.[12]
- Naturinformationszentrum: Von der Naturschutzbund Regionalgruppe Machland Nord betriebenes Informationszentrum, welches über die Fauna und Flora des Machlandes informiert.[13]
- Kulturzentrum Sturmmühle: ist ein in Privatbesitz befindliches, seit 2012 bestehendes Mühlenmuseum mit Themenpark in Saxen am Klambach südlich des Ausgangs der Klamschlucht, wo zusätzlich eine Galerie, ein Literaturkabinett sowie ein Gast- und Beherbergungsbetrieb untergebracht sind. Die von Grund auf renovierte Mühle wurde im 16. Jahrhundert erstmals urkundlich erwähnt, war bis in die letzten Jahrzehnte des 20. Jahrhunderts in Betrieb und ist noch funktionsfähig.[14]
- Klamschlucht mit Wanderweg
- Areal von Schloss Saxental mit dem Alterssitz der Grafen Clam (Haus Saxen Nr. 3)
- Ortschaft Hofkirchen als Standort der ehemaligen Pfarrkirche Hofkirchen

## Politik

### Gemeinderat
Der Gemeinderat der Marktgemeinde hat 19 Mitglieder.
- Mit den Gemeinderats- und Bürgermeisterwahlen in Oberösterreich 1997 hatte der Gemeinderat folgende Verteilung: 8 ÖVP, 7 FPÖ und 4 SPÖ.[15]
- Mit den Gemeinderats- und Bürgermeisterwahlen in Oberösterreich 2003 hatte der Gemeinderat folgende Verteilung: 8 ÖVP, 6 SPÖ und 5 FPÖ.[16]
- Mit den Gemeinderats- und Bürgermeisterwahlen in Oberösterreich 2009 hatte der Gemeinderat folgende Verteilung: 7 ÖVP, 7 FPÖ und 5 SPÖ.[17]
- Mit den Gemeinderats- und Bürgermeisterwahlen in Oberösterreich 2015 hatte der Gemeinderat folgende Verteilung: 8 ÖVP, 6 FPÖ und 5 SPÖ.[18]
- Mit den Gemeinderats- und Bürgermeisterwahlen in Oberösterreich 2021 hat der Gemeinderat folgende Verteilung: 8 ÖVP, 7 SPÖ und 4 FPÖ.[19]

### Bürgermeister
- 1991–2015: Ernst Haslinger (FPÖ)
- seit 2015: Erwin Neubauer (SPÖ)

### Wappen
Blasonierung:
„In Grün und silbernem Schildfuß ein silberner, flugbereiter, linksgewendeter Storch mit schwarzen Flügeldecken, offenem, rotem Schnabel und roten Beinen.“
Die Gemeindefarben sind Grün-Weiß-Schwarz.

## Persönlichkeiten

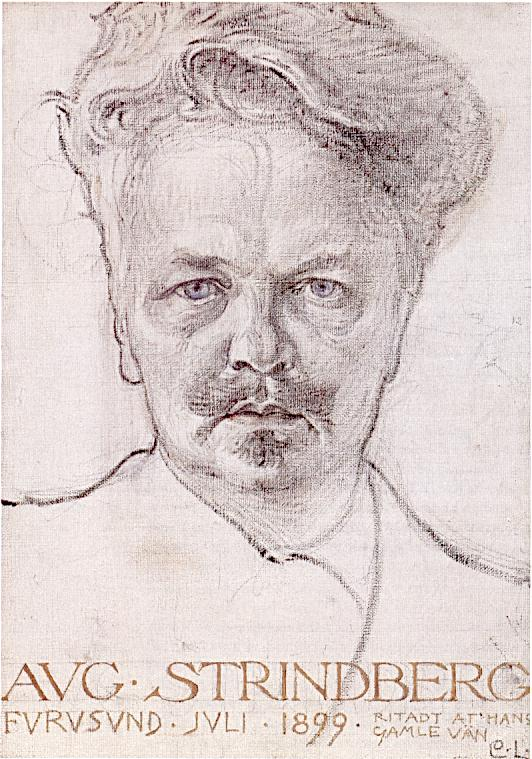
August Strindberg 1899, Zeichnung von Carl Larsson

- August Strindberg (1849–1912), schwedischer Schriftsteller, von 1893–1896 mehrfacher Aufenthalt in Saxen
- Carl Kaiser-Herbst (1858–1940), österr. Maler, hielt sich um 1920 in Saxen auf (Bild: Die Kirche von Saxen)
- Frida Strindberg (1872–1943) war kurz mit August Strindberg verheiratet und wohnte in dieser Zeit in Saxen in bzw. in der Umgebung von Schloss Dornach
- Johann Kühberger (1852–1941), Landwirt in Saxen, stellvertretendes Mitglied im Eisenbahnrat Oberösterreich und im Bezirksschulrat Perg, Gemeinderat von Klam, Mitglied der Provisorischen Landesversammlung vom 18. November 1918 bis 15. Mai 1919
- Friedrich Strindberg (1897–1978), schwedisch-deutscher Journalist, wuchs in Saxen auf
- Josef Leonhartsberger (1907–1995), Landwirt und Politiker, Obmann der Lagerhausgenossenschaft Grein, Vorstandsmitglied der Warenvermittlung Oberösterreich, Gemeindevorstand und Gemeinderat von Saxen, Vorstandsmitglied Raiffeisenverband Oberösterreich, Kammerrat der OÖ. Landwirtschaftskammer, Vorstandsmitglied der Molkereigenossenschaft Baumgartenberg, Landtagsabgeordneter von 1945 bis 1949, Träger der Silbernen Raiffeisenplakette.
- Johann Schmitt (* 1950), Finanzbeamter, Musiker und Vorstandsmitglied des Blasmusikvereins, Träger der Verdienstmedaille des Landes Oberösterreich[21]
- Franz Asanger[22] (* 1958), Theologe und Germanist, Heimatforscher (Heimatbuch Mitterkirchen. Ein historisches Porträt der Machlandgemeinde. Herausgegeben von der Marktgemeinde Mitterkirchen im Machland, Linz 1999), Amateurfotograf im Fotoklub VHS-AK Perg, von 2000 bis 2013 Leiter des Bischöflichen Gymnasiums Petrinum und seither Schulamtsleiter der Diözese Linz
- Johann Redl (* 1958), Autoverkäufer und Hobby-Stuntman
- Friedrich Buchmayr (* 1959), Autor, Bibliothekar, Germanist und Publizist, beschäftigt sich mit Strindberg und konzipierte das Strindbergmuseum
- Rosa Wimmer (* 1960), 1990–1996 Spielerin und Kapitänin des österreichischen Damenfußball-Nationalteams[23]